# Erioptera (Mesocyphona) dulcis
Erioptera (Mesocyphona) dulcis is een tweevleugelige uit de familie steltmuggen (Limoniidae). De soort komt voor in het Nearctisch gebied.
De wetenschappelijke naam van de soort is voor het eerst geldig gepubliceerd in 1877 door Carl Robert Osten-Sacken. De soort werd aangetroffen bij Lake Tahoe in de Sierra Nevada (Verenigde Staten).